# Wojownik czarny
Wojownik czarny (Spizaetus tyrannus) – gatunek dużego ptaka z rodziny jastrzębiowatych (Accipitridae), występujący od Meksyku po południową Brazylię i skrajnie północno-wschodnią Argentynę. Nie jest zagrożony wyginięciem.

## Systematyka
Wyróżniono dwa podgatunki S. tyrannus:
- S. tyrannus serus – środkowy Meksyk przez Amerykę Centralną i północną Amerykę Południową do środkowej Brazylii, Boliwii i Peru.
- S. tyrannus tyrannus – wschodnia i południowa Brazylia, Urugwaj, skrajnie północno-wschodnia Argentyna.

## Morfologia

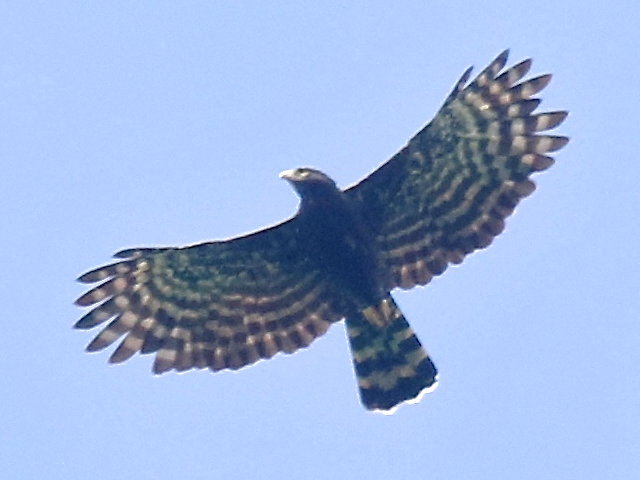
Wojownik czarny w locie

Długość ciała 61–74 cm, rozpiętość skrzydeł 127-155 cm. Masa ciała: samce 880–960 g, samice 1090–1150 g.
Posiada czarne upierzenie i charakterystyczny długi, wąski ogon z jasnoszarymi poprzecznymi pasami. Lotki czarne z białymi poprzecznymi pasami. Samice są podobne do samców, ale większe.

## Ekologia i zachowanie
Żyje w wilgotnych lasach w pobliżu rzek. Mimo iż w porównaniu z innymi gatunkami tego rodzaju jest stosunkowo mały, żywi się małpami i oposami, jak również nietoperzami i innymi ptakami. Zjada też gady – jaszczurki i węże.
Zakłada gniazda w konarach wysokich drzew. Samica składa jedno białe jajo, rzadko dwa. Inkubacja trwa 42–45 dni, a zajmuje się nią głównie samica, podczas gdy samiec w tym czasie ją karmi. W chwili wyklucia pisklę jest pokryte białym puchem, po pięciu tygodniach pojawia się ciemne upierzenie. Karmieniem zajmują się oboje rodzice, ale pod koniec okresu pisklęcego głównie samiec. Młode jest w pełni opierzone po około 69–70 dniach od wyklucia.

## Status
Międzynarodowa Unia Ochrony Przyrody (IUCN) uznaje wojownika czarnego za gatunek najmniejszej troski (LC – least concern) nieprzerwanie od 1988 roku. Liczebność populacji w 2008 szacowano na niecałe 50 tysięcy osobników. Trend liczebności populacji uznaje się za spadkowy.